# 후시미역 (교토부)
후시미역(일본어: 伏見駅)은 일본 교토부 교토시 후시미구에 위치한 긴키 닛폰 철도 교토 선의 철도역이다. 역 번호는 B 06이며, 상대식 승강장 2면 2선의 구조를 갖춘 고가역이다.

## 타는 곳
| 1 | B 교토 선 | 하행 | 단바바시 · 신타나베 · 야마토사이다이지 · 나라 · 덴리 · 가시하라진구마에 · 요시노 방면 |
| 2 | B 교토 선 | 상행 | 교토 · 교토 국제회관 방면                                                             |

## 이용 현황
- 2005년 11월 8일 : 6,361명
- 2008년 11월 18일 : 6,160명
- 2010년 11월 9일 : 6,377명
- 2012년 11월 13일 : 6,326명
- 2015년 11월 10일 : 7,132명

## 역 주변
- 국도 제24호선
- 교토 교육 대학 부속 고등학교
- 게이한 전기 철도 본선 스미조메 역

## 인접 역
| 긴키 닛폰 철도 B 교토 선 | 긴키 닛폰 철도 B 교토 선 | 긴키 닛폰 철도 B 교토 선                 |
| ------------------------ | ------------------------ | ---------------------------------------- |
| B05 K15 다케다 교토 방면 | B 교토 선                | 긴테쓰탄바바시 B07 야마토사이다이지 방면 |